# كارل أنتوني
كارل أنتوني (بالإنجليزية: Carl Anthony)‏ هو مهندس معماري وممثل أمريكي، ولد في 4 نوفمبر 1932.